# 구사카 겐즈이

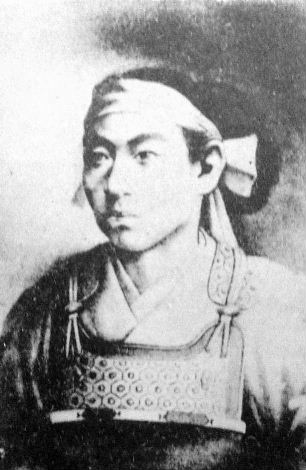
구사카 겐즈이

구사카 겐즈이(일본어: 久坂玄瑞, 1840년 5월 ~ 1864년 8월 20일)는 조슈번(長州藩) 출신의 무사(武士)이다. 아내는 존왕양이(尊王攘夷)론자 요시다 쇼인(吉田松陰)의 누이동생 후미이다.

## 생애
겐즈이는 쇼인과 함께 조슈 번 출신 존왕양이론자들의 중심인물로서, 삿초 동맹을 알선하고 대정봉환을 성사시킨 일본 근대화의 주역 사카모토 료마(坂本龍馬)와 번을 초월한 일본의 통합에 대하여 대화를 나누기도 했다. 또한 영국 공사관에 불을 지르고, 시모노세키 전쟁에서는 외국 함선에 포격을 가하기도 하였다.

## 같이 보기
- 요시다 쇼인
- 쇼카손주쿠
- 기도 다카요시
- 다카스기 신사쿠
- 금문의 변
- 꽃 타오르다